# トム・クレヴァリー
トーマス・ウィリアム・クレヴァリー（Thomas William Cleverley, 1989年8月12日 - ）は、イングランド・ハンプシャー州ベイジングストーク出身の元サッカー選手、サッカー指導者。現役時代のポジションはミッドフィールダー。

## 経歴

### クラブ
2004年からブラッドフォード・シティAFCのアカデミーでキャリアをスタートさせ、2005年、マンチェスター・ユナイテッドFCのアカデミーに加入。
2009-10シーズンにローンで加入したワトフォードFCで、フットボールリーグ・チャンピオンシップ33試合出場11ゴールと活躍した。翌シーズンはプレミアリーグのウィガン・アスレティックFCにローン移籍した。
2011-12シーズンはローンから復帰し、マンチェスター・ユナイテッドFCでプレーしていた。2014-15シーズンはアストン・ヴィラFCへレンタル移籍で加入すると、2014-15シーズンのプレミアリーグ32試合に出場した。リーグ終盤戦にはマンチェスター・シティ、エヴァートン、ウェストハムを相手に3試合連続ゴールを挙げ、チームの1部残留に貢献した。アストン・ヴィラのレンタル契約には買い取りオプションが含まれていたものの、行使はされなかった。
2015年6月5日、マンチェスター・ユナイテッドFCからエヴァートンFCへ完全移籍することを発表した。マンチェスター・ユナイテッドとの契約が2015年6月で満了となるため、フリートランスファーでの移籍となった。
2017年1月12日、シーズン終了まで買取オプション付きのレンタルでワトフォードFCに移籍した。シーズン終了後、ワトフォードに完全移籍。
2023年7月1日、現役引退を表明した。

### 代表
イングランド代表としてU-20、U-21代表でプレーした。2011年8月、ファビオ・カペッロ監督から親善試合のオランダ代表戦でA代表初招集されたが、イギリス暴動の影響で試合は中止となった。その後、2012年7月にロンドンオリンピックに挑むイギリス代表に選出された。
2012年8月15日に行われたイタリア代表戦でA代表デビューを飾った。

### 指導者
2024年3月9日、ヴァレリアン・イスマエルに代わりワトフォードFCの暫定監督に就任。4月24日に正式に監督となった。
2025年5月6日、ワトフォードFCの監督を解任された。

## タイトル

### クラブ
レスター・シティFC
- フットボールリーグ1：1回 (2008-09)

マンチェスター・ユナイテッドFC
- プレミアリーグ：1回 (2012-13)
- FAコミュニティ・シールド：2回 (2011, 2013)